# Marc Bloch
Marc Léopold Benjamin Bloch (Lió, 6 de juliol de 1886 - Saint-Didier-de-Formans, 16 de juny de 1944) va ser un historiador francès, especialitzat en la França medieval i fundador, amb Lucien Febvre, de l'Escola dels Annales.

## Biografia
Nascut a Lió, al si d'una família jueva alsaciana, fill del professor d'història antiga Gustave Bloch, Marc va estudiar a l'Ecole Normale Supérieure i a la Fundació Thiers, a París, i també a Berlín i a Leipzig. Durant la Primera Guerra Mundial, va pertànyer a la infanteria i va ser condecorat amb l'orde nacional francès de la Legió d'Honor.
Després de la guerra va ensenyar en la Universitat d'Estrasburg, i a partir de 1936 va succeir a Henri Hauser com a professor d'història econòmica en la Sorbona. A l'octubre de 1940 el govern de Vichy, en aplicació de les lleis racistes, el va excloure de la funció pública per la seva condició de jueu.
Va morir afusellat, després de ser torturat durant diverses hores per la Gestapo, per haver participat en la Resistència francesa, el 16 de juny de 1944, en un camp de Saint-Didier-de-Formans, prop de Lió.

## L'obra i elsAnnales
El 1929, Bloch va fundar, juntament amb Lucien Febvre, la revista Annales d'histoire économique et sociale (que ara es diu Annales. Économies, Sociétés, Civilisations), nom utilitzat per a designar el nou corrent historiogràfic encarnat per Bloch i Febvre i conegut com a Escola dels Annales.
Bloch ha tingut gran influència en el camp de la historiografia mitjançant els Annales i el seu manuscrit inacabat Introducció a la història, en el qual estava treballant quan va ser assassinat pels nazis. El llibre és un dels més importants de la historiografia del segle XX i planteja una nova història, fonamentada en el fet social i econòmic, amb una nova forma d'acostar-se a les fonts, en contraposició del fet pel seu mestre Charles Seignobos. Un dels aspectes en què enfoca les seves anàlisis és en les rompudes de terres que es van fer durant l'edat mitjana.
Altres obres importants seves són:
- Les rois thaumaturges (1924)
- Les caractères originaux de l'histoire rurale française (1931)
- La société féodale (1939-1940)
- L'Étrange Défaite (1940)
- Apologie pour l'Histoire (1940). Apologia para la historia o el oficio de historiador, Fondo de Cultura Económica (FCE), Mèxic (2001), editat per Étienne Bloch.
- Introducción a la Historia (1949). FCE. Buenos Aires, Argentina.